# Cryptotis monteverdensis
Cryptotis monteverdensis (Woodman & Timm, 2016) è un toporagno della famiglia dei Soricidi endemico della Costa Rica.

## Descrizione

### Dimensioni
Toporagno di piccole dimensioni, con la lunghezza della testa e del corpo di 80 mm e la lunghezza della coda di 46 mm.

### Aspetto
Questa forma è stata descritta in base a un singolo individuo preservato in formaldeide, con il cranio estratto parzialmente danneggiato. Il colore del corpo è uniformemente scuro, le zampe anteriori non sono particolarmente larghe, mentre gli artigli sono lunghi e sottili. La coda è più della metà della lunghezza della testa e del corpo, relativamente più lunga rispetto a tutti gli altri membri del genere Cryptotis. 

## Distribuzione e habitat
Questa specie è conosciuta soltanto attraverso una femmina catturata nel 1973 nella riserva forestale di Monteverde, nella provincia di Puntarenas in Costa Rica e attualmente depositata nel Museo di Storia Naturale dell'Università del Kansas, con numero di catalogo KU134852.
Vive nelle foreste umide a circa 1.550 metri di altitudine.

## Conservazione
Questa specie, essendo stata scoperta solo recentemente, non è stata sottoposta ancora a nessun criterio di conservazione.